# Gruppo d'Ambin
Il Gruppo d'Ambin è un massiccio montuoso situato lungo la linea di confine tra Italia e Francia, appartenente alle Alpi del Moncenisio (Alpi Cozie).

## Caratteristiche

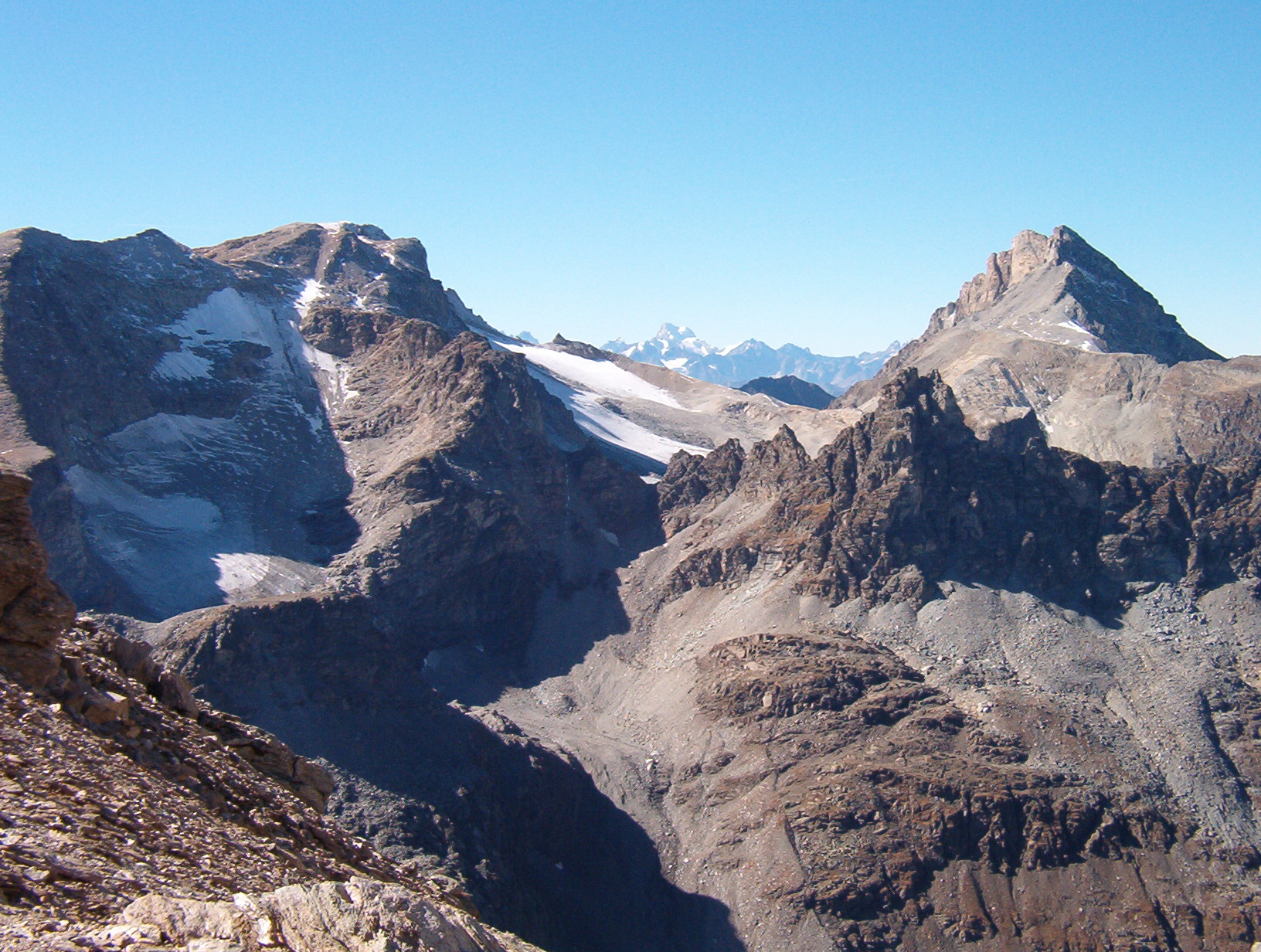
La Rognosa d'Etiache (a destra) e la Punta Sommeiller (a sinistra) visti dalla Rocca d'Ambin.

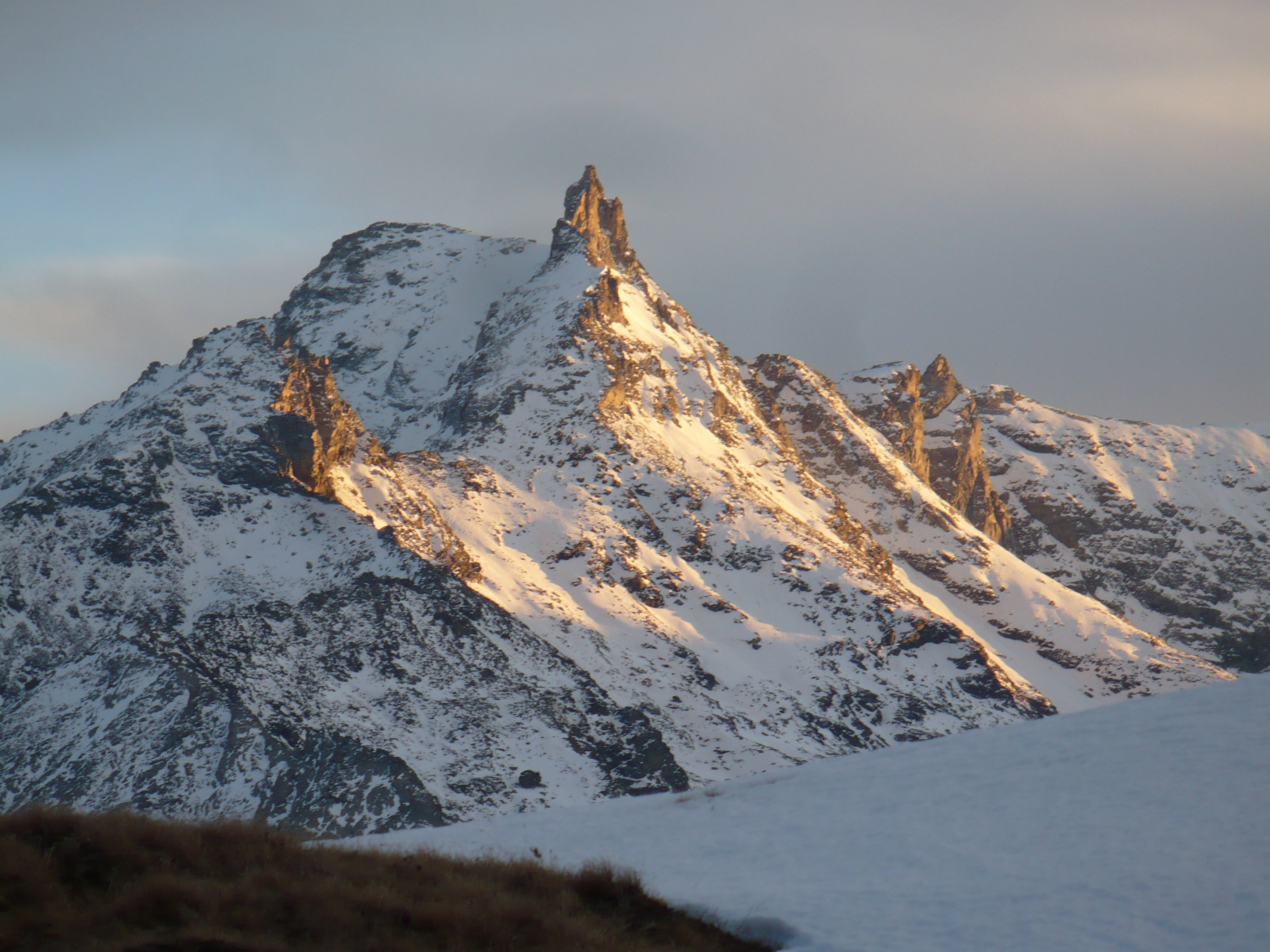
Denti d'Ambin

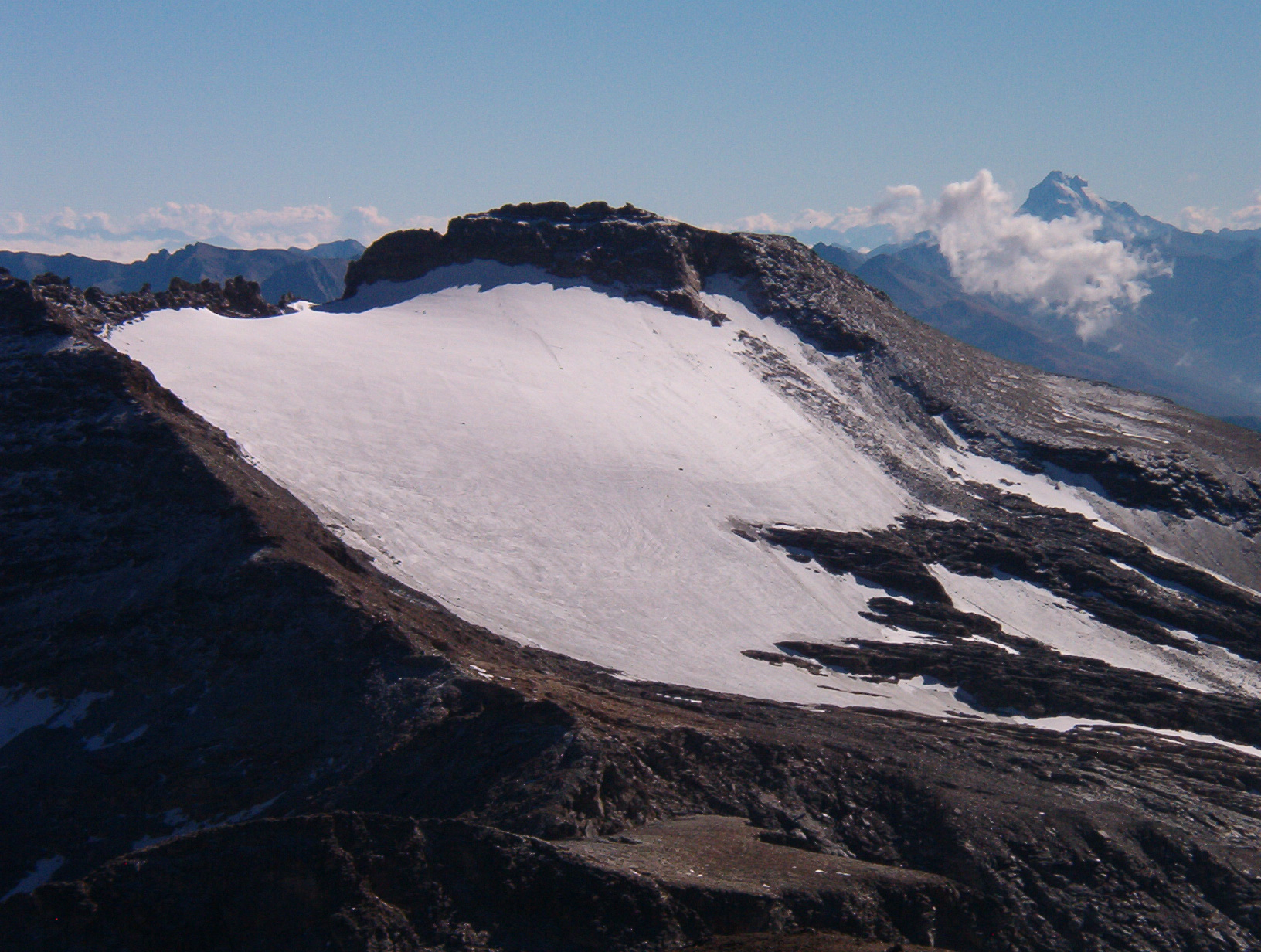
Monte Niblè

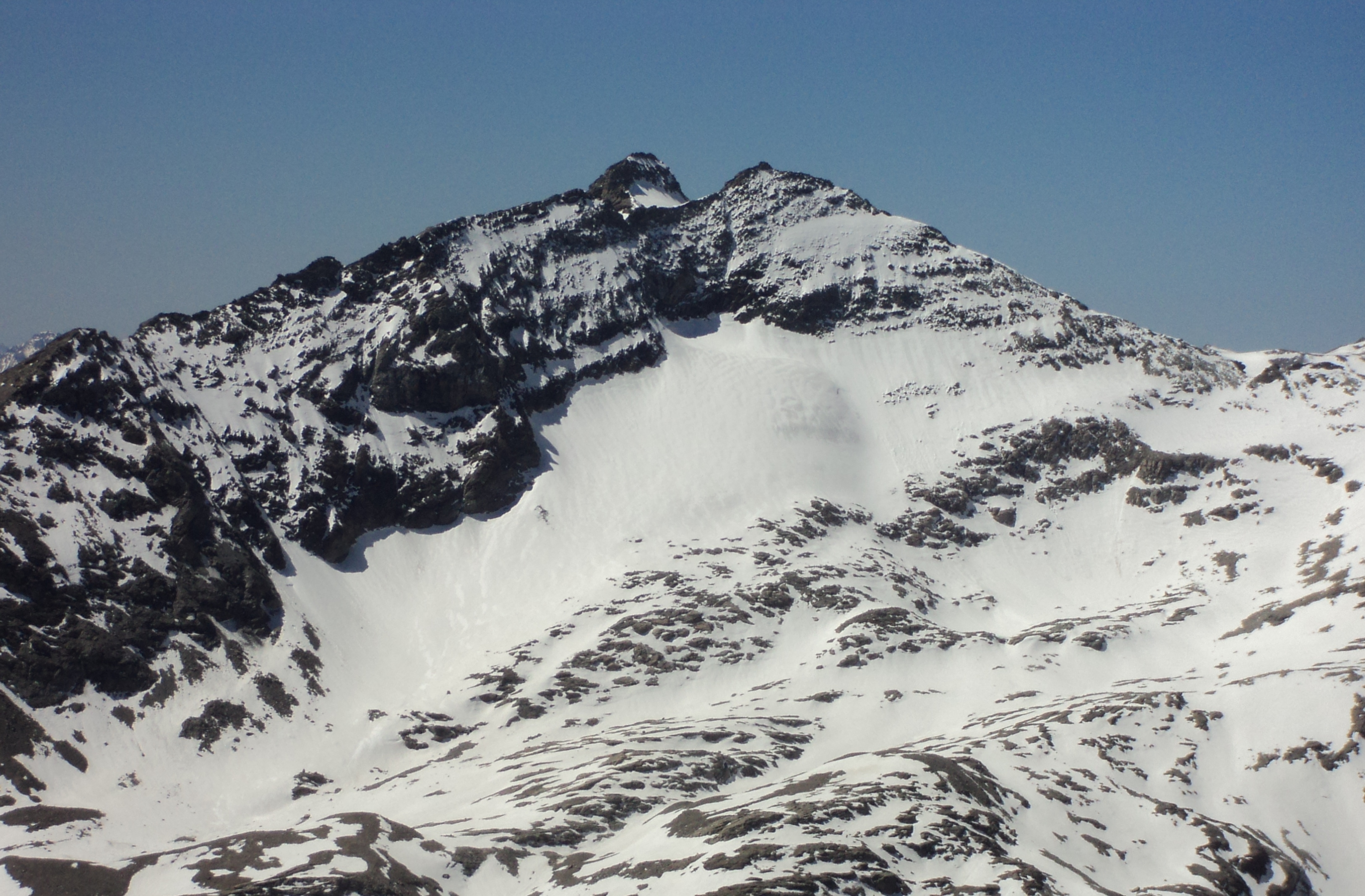
Punta Ferrand

Il gruppo si trova tra l'italiana Val di Susa e la francese Maurienne ed è delimitato dal Colle del Moncenisio a nord-est e dal Colle d'Etiache a ovest. Il progetto della Galleria di base Torino Lione prevede che essa corra sotto il massiccio.

## Classificazione
La SOIUSA definisce il Gruppo d'Ambin come un gruppo alpino e vi attribuisce la seguente classificazione:
- Grande parte = Alpi Occidentali
- Grande settore = Alpi Nord-occidentali
- Sezione = Alpi Cozie
- Sottosezione = Alpi del Moncenisio
- Supergruppo = Catena Bernauda-Pierre Menue-Ambin
- Gruppo = Gruppo d'Ambin
- Codice = I/A-4.III-B.6

## Suddivisione
Viene suddiviso in tre sottogruppi:
- Sottogruppo d'Etiache (a)
- Sottogruppo Sommeiller-Vallonetto (b)
- Sottogruppo Ambin-Niblè (c).

Il Colle del Sommeiller ovest (2.993 m) separa i due primi sottogruppi ed il Colle d'Ambin divide il secondo dal terzo.

## Montagne principali
Le montagne principali che interessano il massiccio sono:
- Rognosa d'Etiache - 3.382 m
- Rocca d'Ambin - 3.377 m
- Denti d'Ambin - 3.372 m
- Monte Niblè - 3.365 m
- Punta Ferrand - 3.348 m
- Punta Sommeiller - 3.333 m
- Monte Giusalet - 3.313 m
- Monte Ambin - 3.264 m
- Le Petit Vallon - 3.236 m
- Cima del Vallonetto - 3.217 m
- Punta Clairy - 3.162 m
- Punta Galambra - 3.122 m
- Le Grand Cordonnier - 3.086 m
- Roche d'Etache - 3.083 m
- Punta Valfredda - 3.052 m
- Gros Peyron - 3.047 m
- Monte Seguret - 2.962 m
- Monte Malamot - 2.917 m
- Mont Froid - 2.822 m
- Monte Jafferau - 2.805 m
- Pointe de Bellecombe - 2.755 m
- Punta Mulatera - 2.544 m
- Cima del Vallone - 2.436 m
- Cima Quattro Denti - 2.106 m

## Rifugi alpini

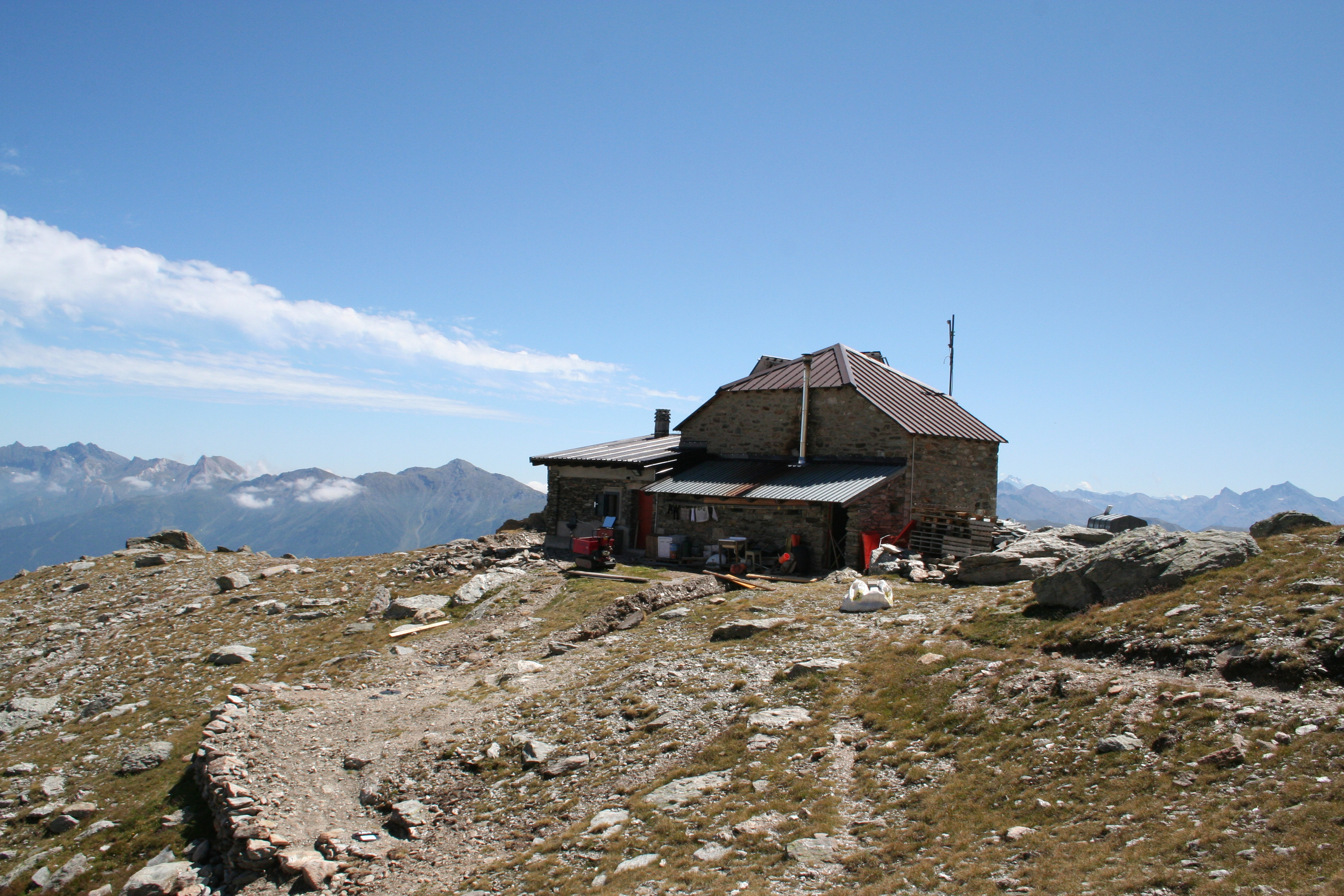
Il rifugio Vaccarone

Per favorire l'escursionismo e la salita alle vette il gruppo è dotato di alcuni rifugi alpini e bivacchi:
- Rifugio Luigi Vaccarone - 2.747 m
- Rifugio Piero Vacca - 2.670 m
- Rifugio Avanzà - 2.578 m
- Refuge d'Ambin - 2.270 m
- Rifugio Levi Molinari - 1.850 m
- Rifugio Camillo Scarfiotti - 2.165 m
- Bivacco Walter Blais - 2.925 m
- Bivacco Mario Sigot - 2.921 m
- Refuge de Bramanette - 2.080 m
- Refuge du Petit Mont-Cenis - 2.110 m

## Galleria d'immagini

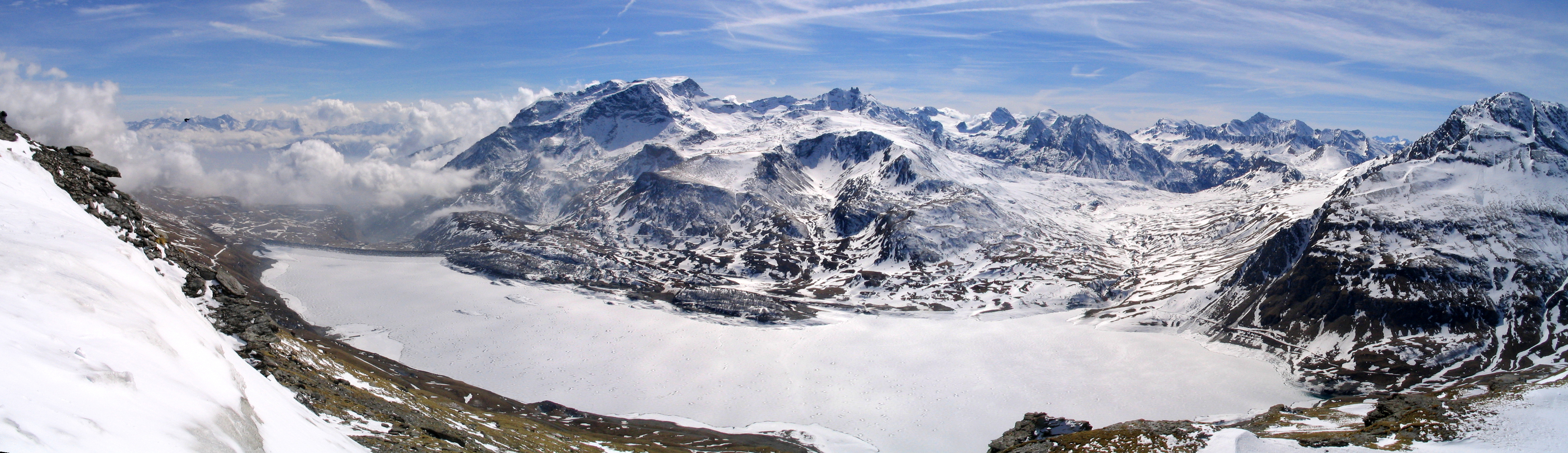
Il Lago del Moncenisio ghiacciato, contornato dalle montagne, visto dalle vicinanze del Col de la Tomba (parte del Gruppo Roncia-Lamet). Sulla sinistra la Val di Susa, coperta dalle nuvole, dalle quali spuntano vette del Gruppo dell'Orsiera. Sullo sfondo sono riconoscibili (da sinistra verso destra) la Cima di Bard (3.168 m), il Monte Giusalet (3.313 m), il Monte Malamot (o Pointe Droset) 2.917 m, i Denti d'Ambin (3.372 m), la Punta Sommeiller (3.333 m), la Rognosa d'Etiache (3.382 m) (fra le due montagne il Colle del Sommeiller a 2.993 m s.l.m.), Le Petit Vallon (3.236 m), la Roche d‘Etache (3083m) (con davanti il Colle del Piccolo Moncenisio, la Pierre Menue (o Aiguille de Scolette) (3.506 m), e la Punta Clairy o (Signal du Petit Mont Cenis) (3.162 m). Tutte le montagne sono parte del Gruppo d'Ambin, tranne la Pierre Menue che appartiene all'omonimo gruppo.
Il Colle del piccolo Moncenisio. Da sinistra: il Monte Malamot (2.917 m) con in cima il forte, la Cima di Bard (3.168 m), il Monte Giusalet (3.313 m), che si erge sul Vallone delle Savine, dove sono presenti il lago Savine o lago delle Savine (2.447 m) e il Colle Clapier (2.491 m); subito sopra i Denti d'Ambin (3.372 m), poi la Rocca d'Ambin (3.378 m), sotto il quale è collocato il Vallone d'Ambin, (dove si trova il Rifugio d'Ambin) che porta al Colle d'Ambin (2.897 m); sopra il vallone il Monte Ambin (3.264 m), la Punta Sommeiller (3.333 m),  sopra il Colle del Sommeiller a 2.993 m s.l.m.). Davanti a questo la Roche d‘Etache (3.083 m) che copre la Pierre Menue (o Aiguille de Scolette) (3.506 m), della quale (sulla destra della precedente montagna) si nota il crinale che scende verso la Moriana sulla quale si erge il Massiccio della Vanoise. Alla destra del colle è visibile parte della Pointe de Bellecombe (2.755 m). Tutte le montagne elencate sono parte del Gruppo d'Ambin, tranne la Pierre Menue che appartiene all'omonimo gruppo e la Vanoise che costituisce un supergruppo alpino a sé stante.